# Byrrhinus plenus
Byrrhinus plenus är en skalbaggsart som beskrevs av Wooldridge 1987. Byrrhinus plenus ingår i släktet Byrrhinus och familjen lerstrandbaggar. Inga underarter finns listade i Catalogue of Life.